# Koetschette
Koetschette (luxembourgeois : Kietscht) est une section de la commune luxembourgeoise de Rambrouch située dans le canton de Redange.